# Ковали (Шараповское сельское поселение)
 Ковали  — деревня в Западнодвинском муниципальном округе Тверской области.

## География
Находится в юго-западной части Тверской области на расстоянии приблизительно 22 км по прямой на юг-юго-запад по прямой от районного центра города Западная Двина на левобережье реки Западная Двина.

## История
Деревня уже была отмечена на карте, известной как «трехкилометровка Шуберта» (1846—1863 года). В 1927 году на карте показана как поселение с 62 дворами. До 2020 года входила в состав ныне упразднённого Шараповского сельского поселения.

## Население
Численность населения: 18 человек (русские 94 %) в 2002 году, 7 в 2010.